# 区限虎耳草
区限虎耳草（学名：Saxifraga finitima）为虎耳草科虎耳草属下的一个种。

## 扩展阅读
- 維基物種上的相關：区限虎耳草